# 馬爾吉蘭

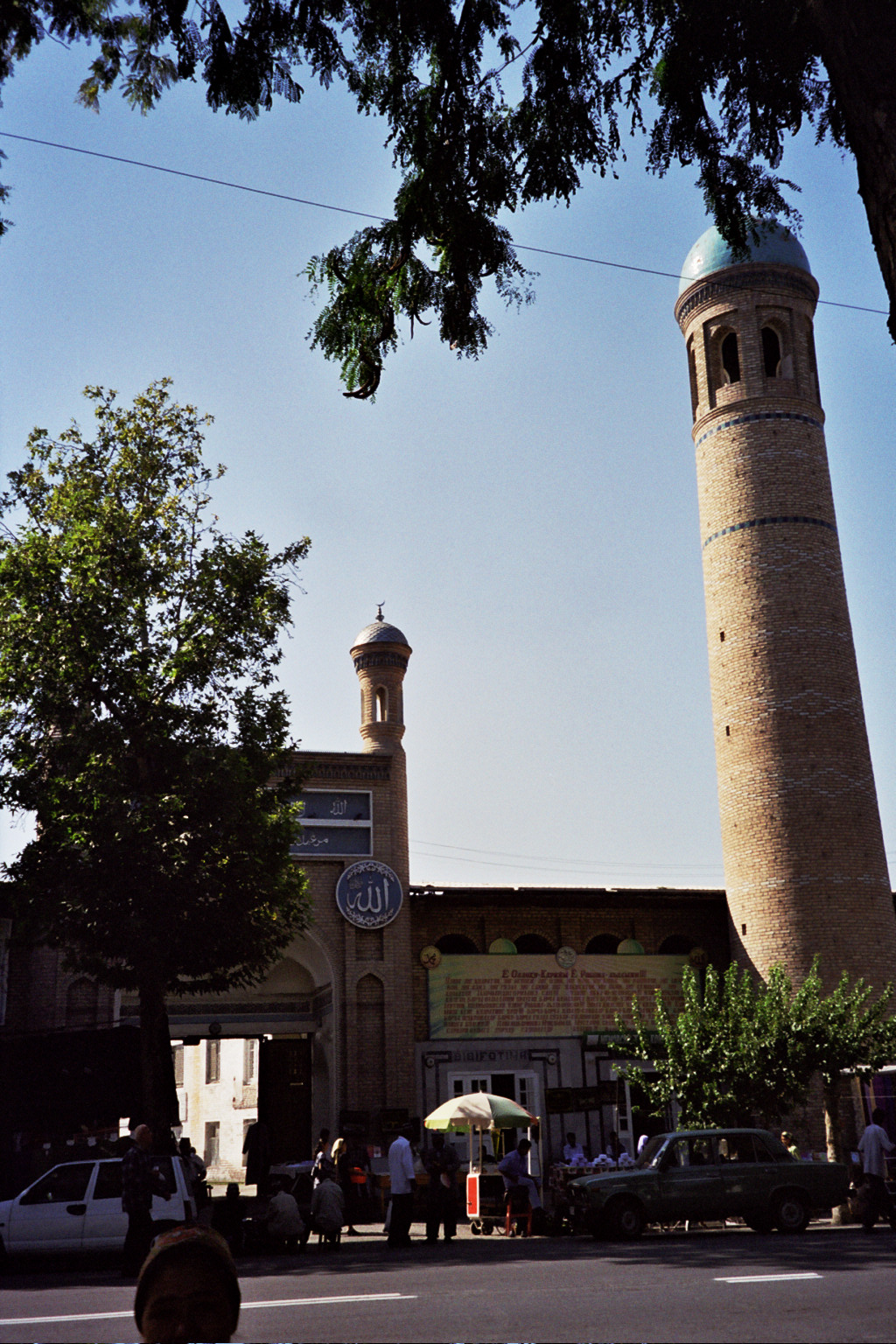

馬爾吉蘭是烏茲別克的城市，由費爾干納州負責管轄，位於該國東部，距離首府費爾干納9公里，面積40平方公里，海拔高度487米，主要經濟活動是絲綢業，2009年人口約197,000。

## 外部連結
[在维基数据编辑]
 《清史稿/卷529》，出自趙爾巽《清史稿》
- History of Margilan and its silk weaving traditions （页面存档备份，存于）

40°28′N 71°43′E / 40.467°N 71.717°E